# Scott May (basket-ball)
Pour les articles homonymes, voir Scott May et May.
Scott May (né le 19 mars 1954 à Sandusky dans l'Ohio) est un joueur américain de basket-ball, évoluant au poste d'ailier.

## Carrière

### Palmarès
- Champion olympique 1976